# 松山市駅
松山市駅（まつやましえき）は、愛媛県松山市湊町五丁目にある伊予鉄道の駅。
当項目では隣接する伊予鉄道松山市内線の松山市駅停留場（まつやましえきていりゅうじよう）についても述べる。

## 概要
地元ではJR四国の松山駅と区別するため市駅（しえき）と略して呼ばれ、道路標識にもその表記がみられるなど、広く通用している。駅前広場には、道後温泉方面などへ向かう松山市内線（軌道）の松山市駅停留場、バスのりば、タクシーのりばなどがある。
町外れに位置しているJRの松山駅に対して、当駅は松山市の実質的な中心駅であり、高松駅などのJR四国の主要駅を上回り、四国地方で最多の乗降人員を誇る。当駅の駅ビルに入居している四国最大の百貨店であるいよてつ髙島屋を始めとして、周辺には松山銀天街商店街などの繁華街やオフィス街が広がる。当駅周辺は大街道商店街などとともに松山市の中心市街地を構成している。
松山市駅停留場では、「坊っちゃん列車」を牽引する蒸気機関車を模したディーゼル機関車が渡り線上で方向転換する作業の様子が見られる。ダイヤ混乱時は、当駅と古町駅での抑止を基本とした運転整理が行われる。
四国初の自動改札機設置駅であったが、2014年2月16日に、ICい～カードの普及に伴って、タッチセンサー（簡易改札機）を増設し、自動改札機は撤去された。現在普通乗車券については非磁気券のみを券売機で発売している。また中島汽船への硬券の連絡乗車券を「いよてつチケットセンター」で発売している。
駅係員に申し出ることで、郊外線の当駅のみ途中下車が可能であったが、2025年3月17日をもって廃止され、公式サイトに記載されていた「※松山市駅のみ途中下車できます。駅の係員にお申し出ください。」の文言も削除された。

### 利用可能な鉄道路線
- 伊予鉄道
  - ■高浜線
  - ■横河原線
  - ■郡中線
  - 花園線（■■環状線・■3号線・■6号線）

駅番号は郊外電車の高浜線、横河原線、郡中線がIY10、市内電車の花園線は01である。

## 歴史

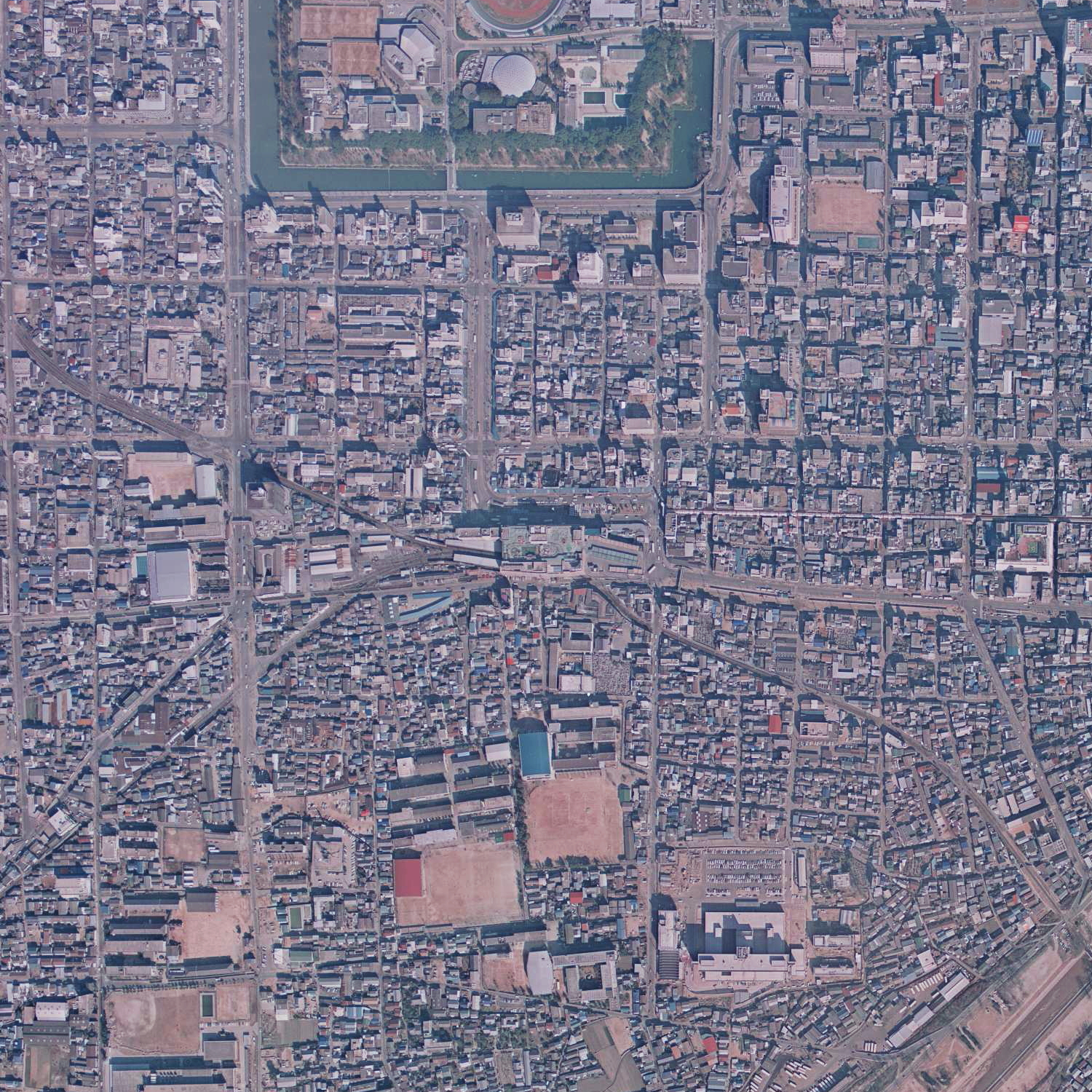
松山市駅周辺の空中写真（1975年2月撮影）

三津駅・古町駅とともに、四国最初の鉄道駅の1つである。
松山市に国鉄松山駅が開通する前からほぼ現在の場所にあり、開業当時は“松山駅”という駅名であったが、1927年に国鉄松山駅が開業することになった際に国鉄線の駅名を松山にするために、国鉄の駅から離れた当駅は松山駅から改称するよう圧力がかけられた。伊予鉄側は国鉄の駅名を「伊予松山駅」とすればよいと強く反発したが、国鉄は伊予鉄の運輸課長を東京の本省に呼び出して改称を迫り、国のすることには勝てないと松山駅を国鉄に譲って松山市駅に改称することになった。

### 年表

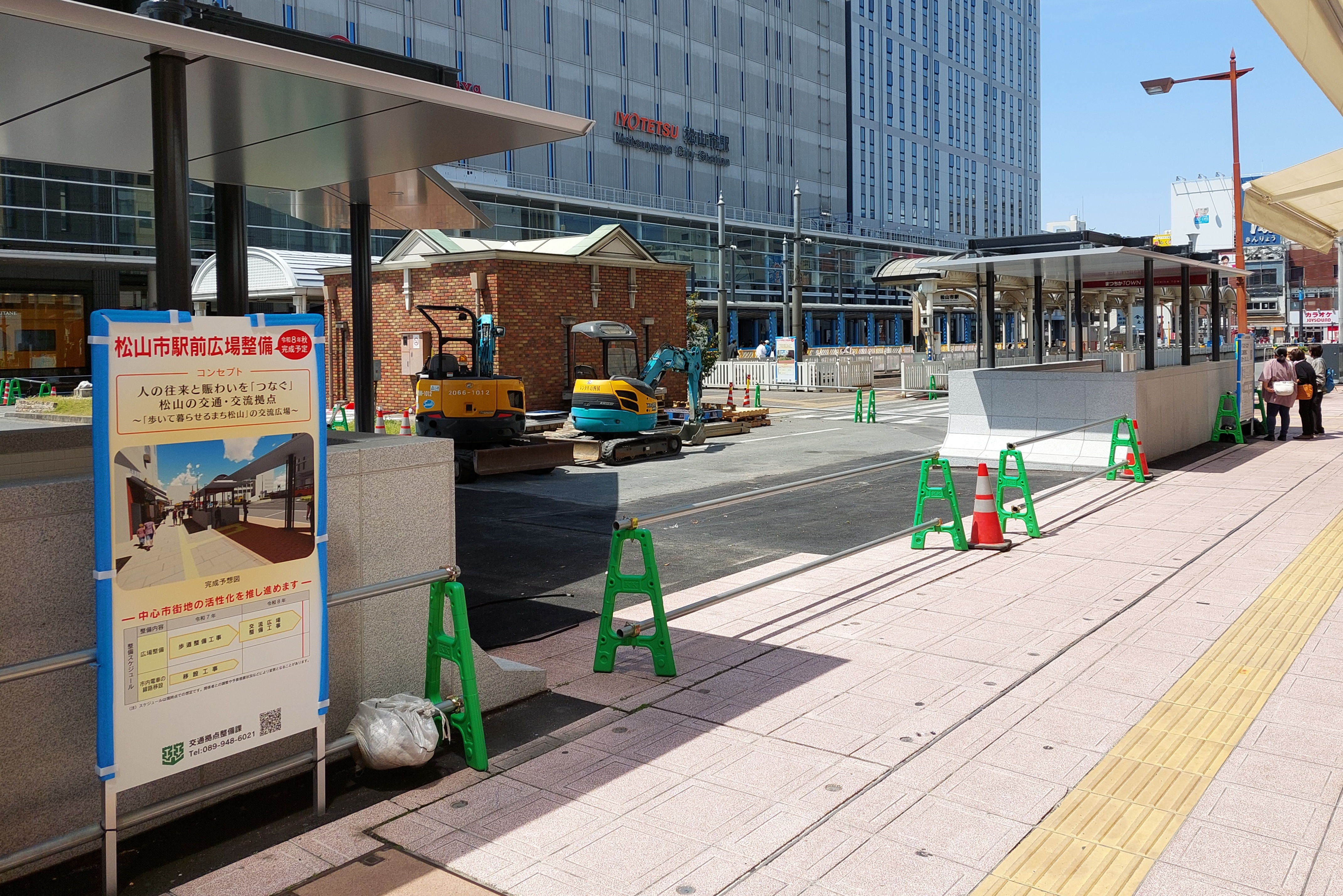
松山市駅前の再開発は2025年5月の時点でも完了していない。

- 1888年（明治21年）10月28日：松山駅として開業。
- 1889年（明治22年）7月20日：外側駅（とがわえき）に改称。
- 1896年（明治29年）7月4日：南予鉄道（後の伊予鉄道郡中線）の藤原駅が開業[5]
- 1900年（明治33年）5月1日：伊予鉄道が南予鉄道を合併。藤原駅を外側駅へ統合。
- 1902年（明治35年）6月1日：松山駅に再改称。
- 1927年（昭和2年）3月1日：松山市駅に改称。同年4月の国鉄讃予線（現在の予讃線）の松山駅開業による措置。
- 1947年（昭和22年）3月25日：松山市内線花園線の松山市駅前停留場が開業。
- 2008年（平成20年）：花園線の停留場名が松山市駅停留場になる[6][7]。
- 2025年（令和7年）8月24日：松山市駅停留場の新乗り場が利用開始予定。[8][9]
- 2026年（令和8年）秋ごろ：イベントなどを催せる交流広場が完成予定。[10][11]

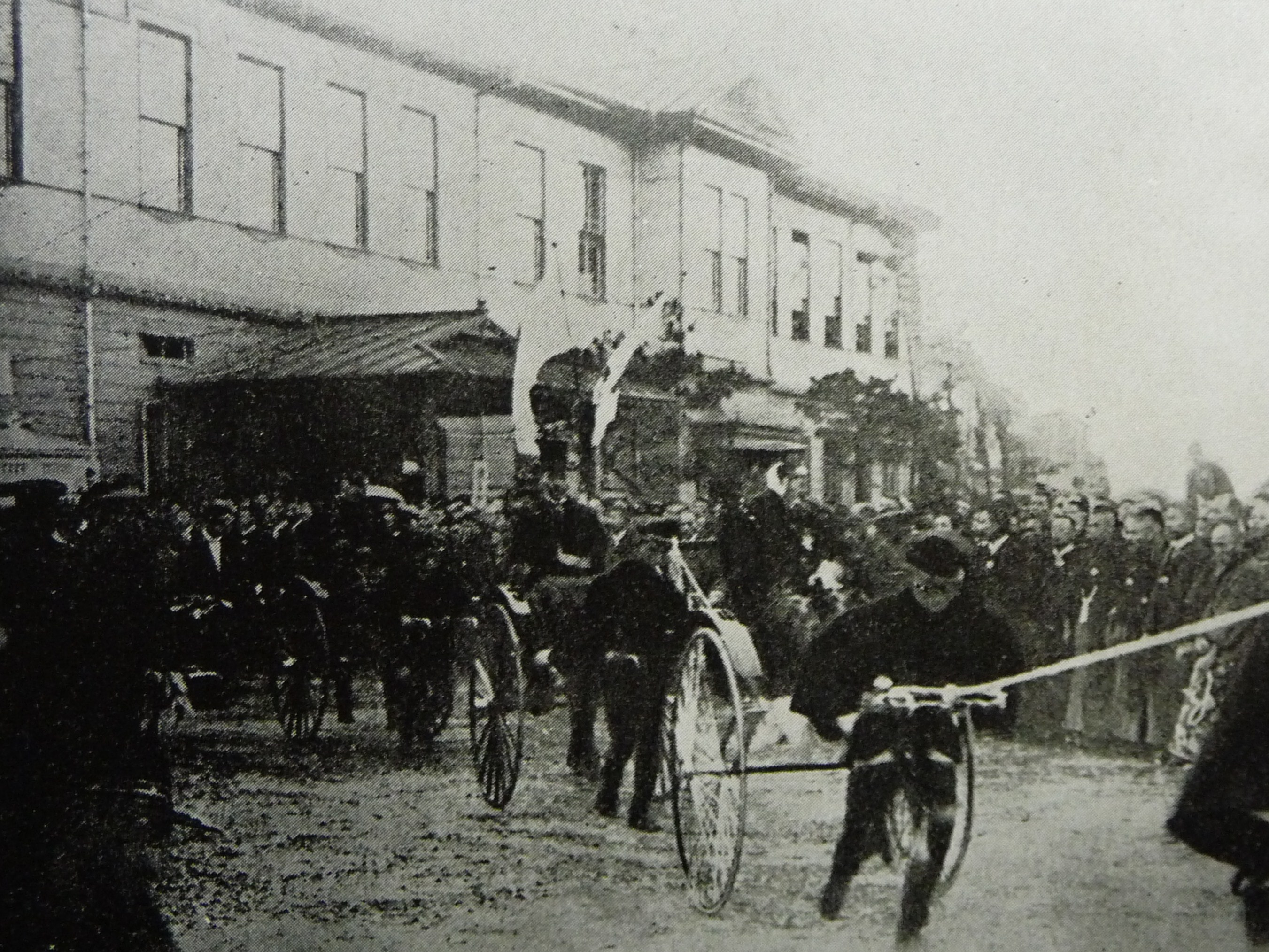
1910年当時の松山駅(現松山市）
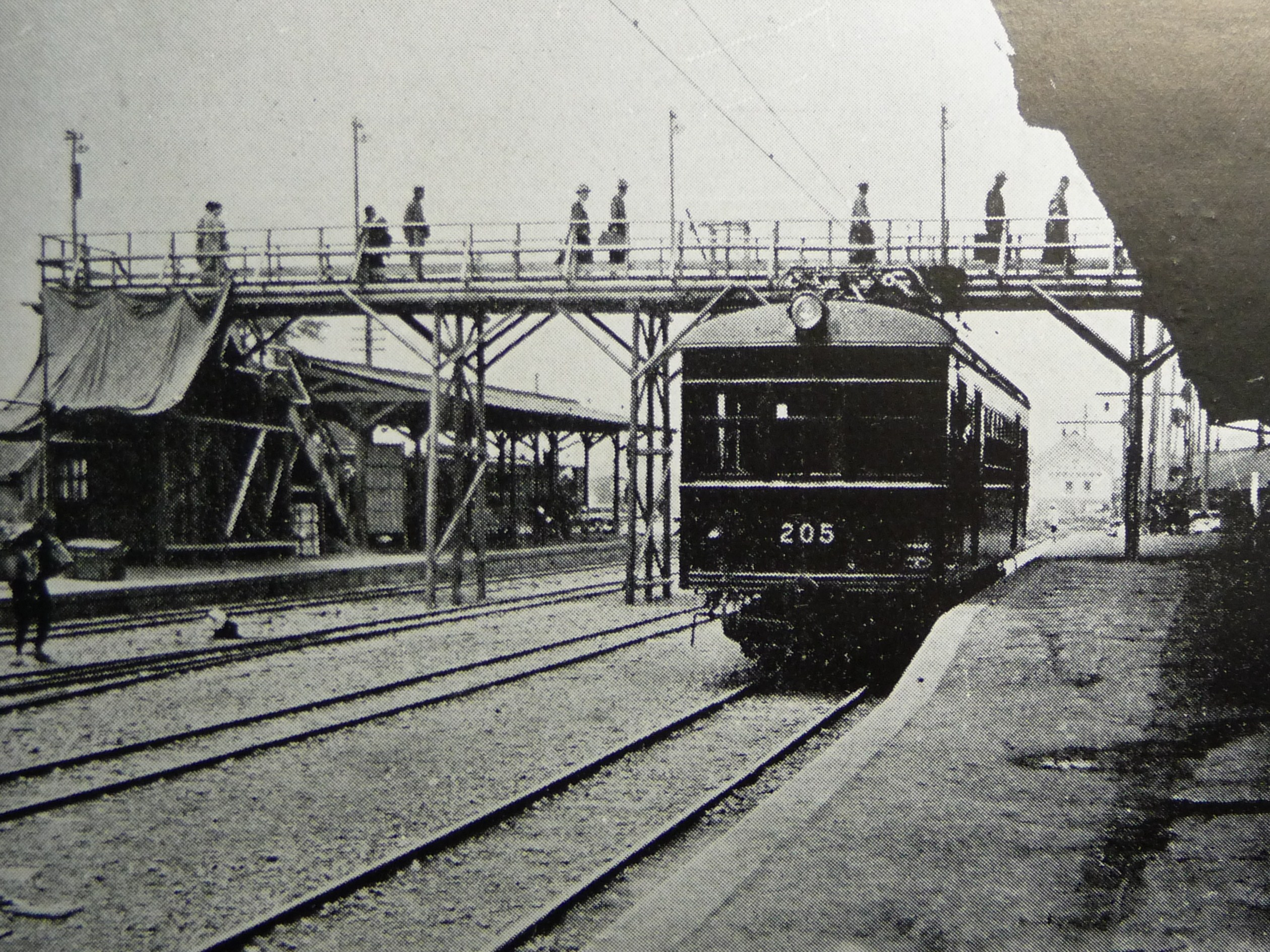
松山市駅に停車中のモハ205（1930年代）

## 駅構造
各路線の線路は東西に延びており、駅舎の南北に出入り口を設け、それぞれ北口、南口と称している。花園線のホームは北口前のロータリー内にある。また北口改札内には自動体外式除細動器が設置されている。
| 番線                    | 路線      | 行先                                 | 備考                        |
| ----------------------- | --------- | ------------------------------------ | --------------------------- |
| 郊外電車 プラットホーム |           |                                      |                             |
| 1                       | ■横河原線 | 久米・平井・横河原方面               |                             |
| 2                       | ■高浜線   | 衣山・三津・高浜・（松山観光港）方面 | 平日朝6：50発のみ横河原行き |
| 3                       | ■郡中線   | 余戸・松前・郡中港方面               |                             |
| 市内電車 電停           |           |                                      |                             |
| 北側                    | 降車専用  | 降車専用                             |                             |
| 南側                    | ■1号線    | 環状 JR松山駅前・木屋町方面          |                             |
| 南側                    | ■2号線    | 環状 大街道・赤十字病院前方面        |                             |
| 南側                    | ■3号線    | 道後温泉行き                         |                             |
| 南側                    | ■6号線    | 本町六丁目行き                       | 平日のみ運行                |

### 郊外電車のりば
- 配線構造により、郡中方面行きは3番線以外からの発着が不可能となっている。郡中線で使用される電車は朝、古町からの回送扱いで2番線に入線し、その後留置線経由で3番線へと入線する。
- 2番・3番ホームは、かつての中線を本線に転用して拡幅されたが、高浜・郡中側の末端部分はポイントが干渉して拡幅できないため、切り欠き状で残された。
- 1番・2番線が18メートル級4両編成対応であるが、3番線は18メートル級車両3両編成までの対応である。

#### 発車メロディ
この駅ではオリジナルの発車メロディが流れていた。それぞれの番線で別のメロディが鳴っており、特に2番線と3番線は同時発車するために同時にメロディが鳴っても違和感が無いように工夫されたメロディが用意されていた。のちにすべてのホームが1番線のものに共通化され、2011年6月の終わり頃には「この街で」に変更された。これは松山市とのパートナーシップ協定の一環で、この曲が松山市の「ことばのちから」イベントで生まれた歌であることが起因する。
2015年の7月1日に再び変更されており、現在は伊予鉄道社長の清水一郎が作曲した高浜駅・郡中港駅・横河原駅と共通の「リズム」というメロディが使用されている。

#### 異電圧直直セクション
- 高浜線は直流600V、郡中線と横河原線は直流750Vと電圧が異なるので、当駅の高浜方に3カ所の直直セクションがある。このセクションは、交直接続のデッドセクションとは異なり、無電区間は存在しない（伊予鉄道 松山市駅構内の異電圧直直セクション）。

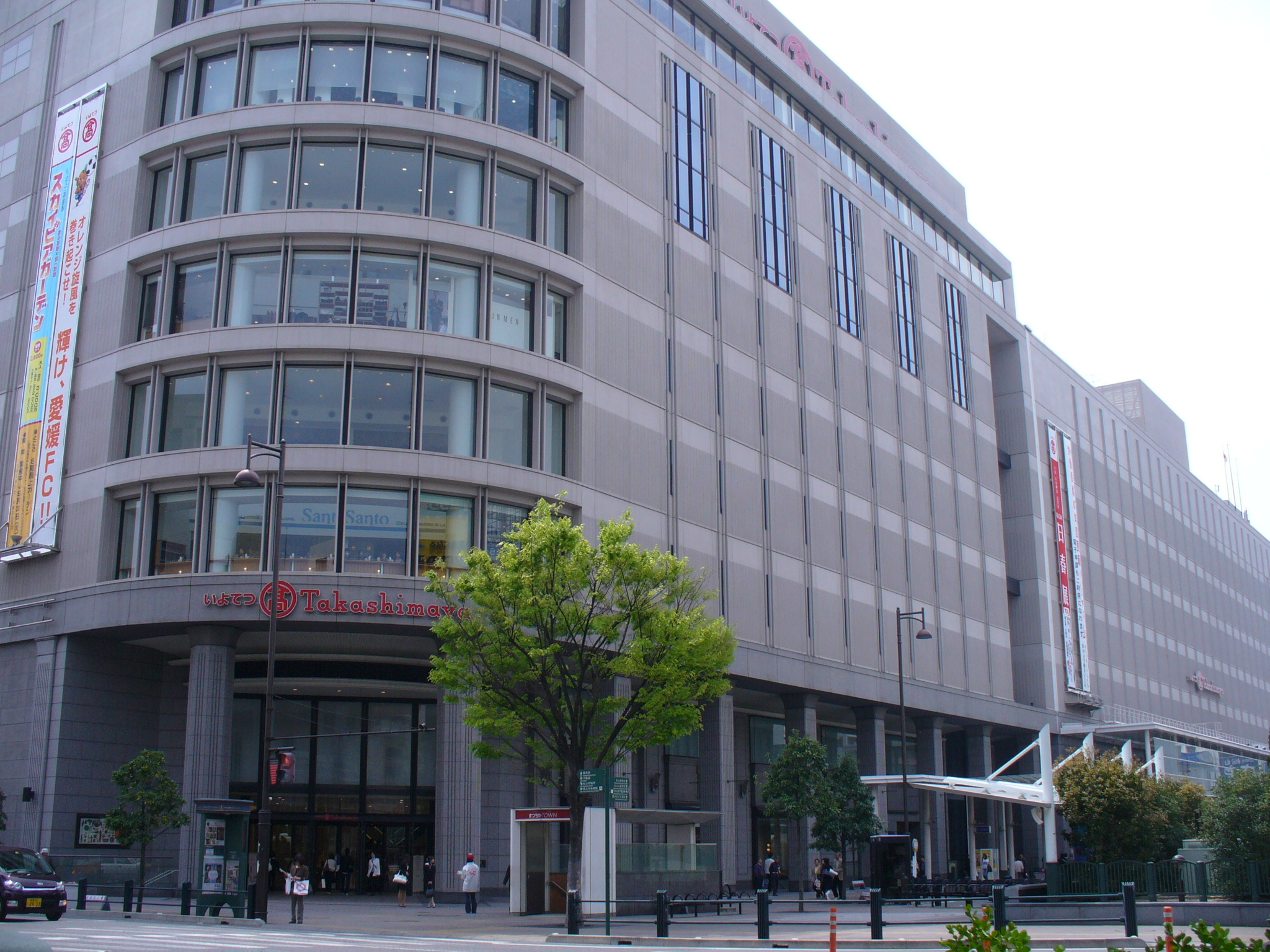
東（高島屋）入口
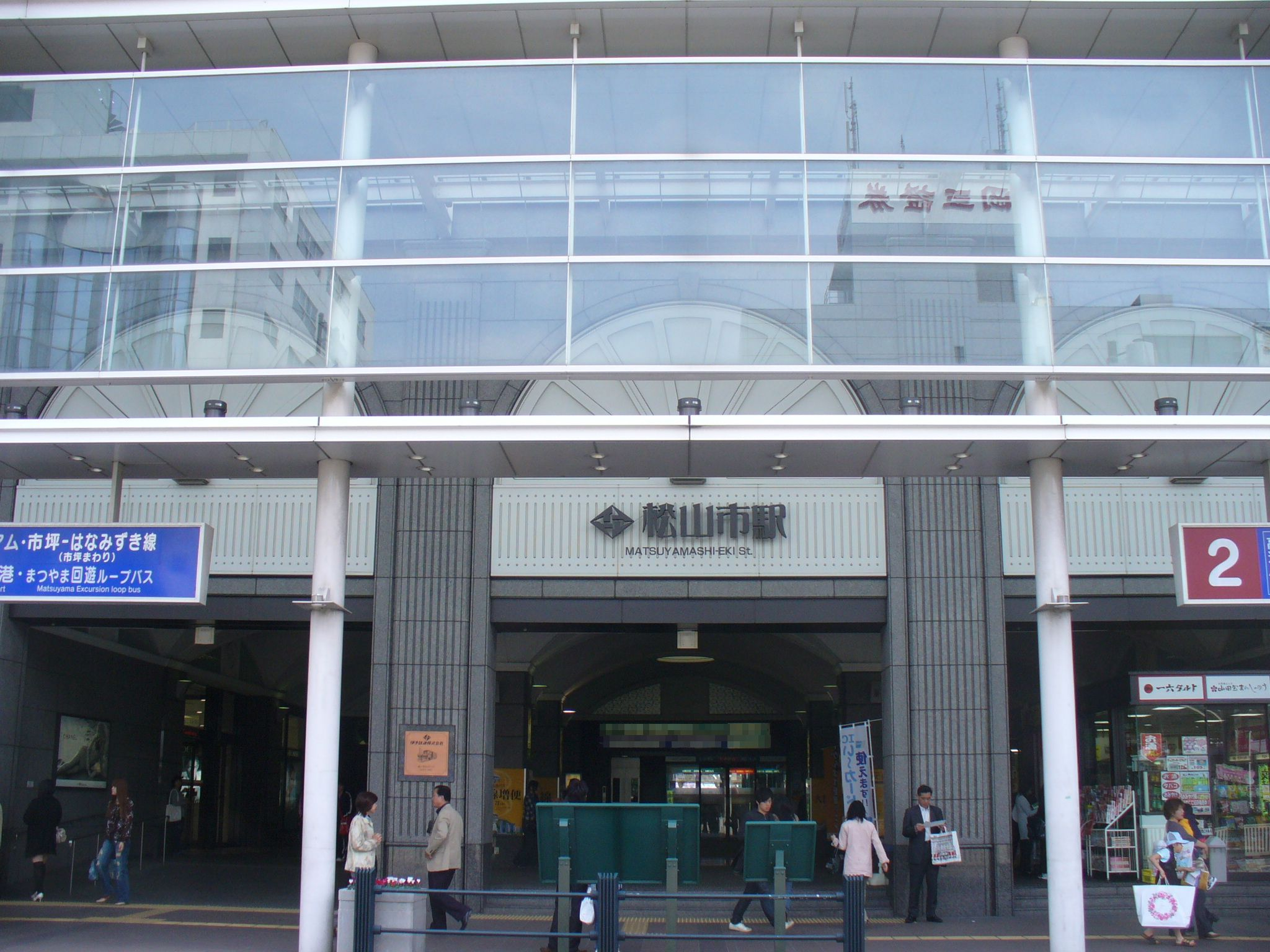
北口
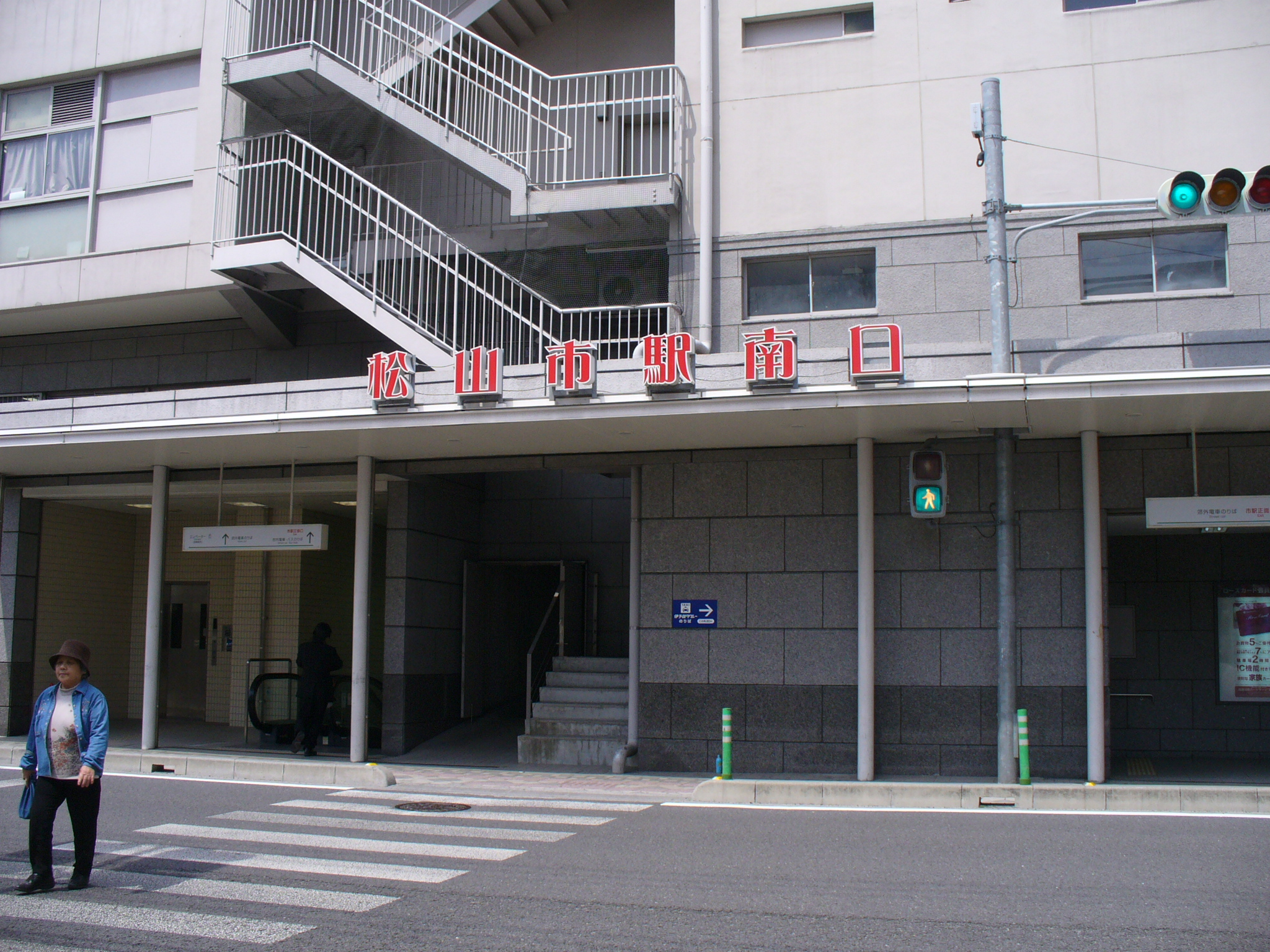
南口
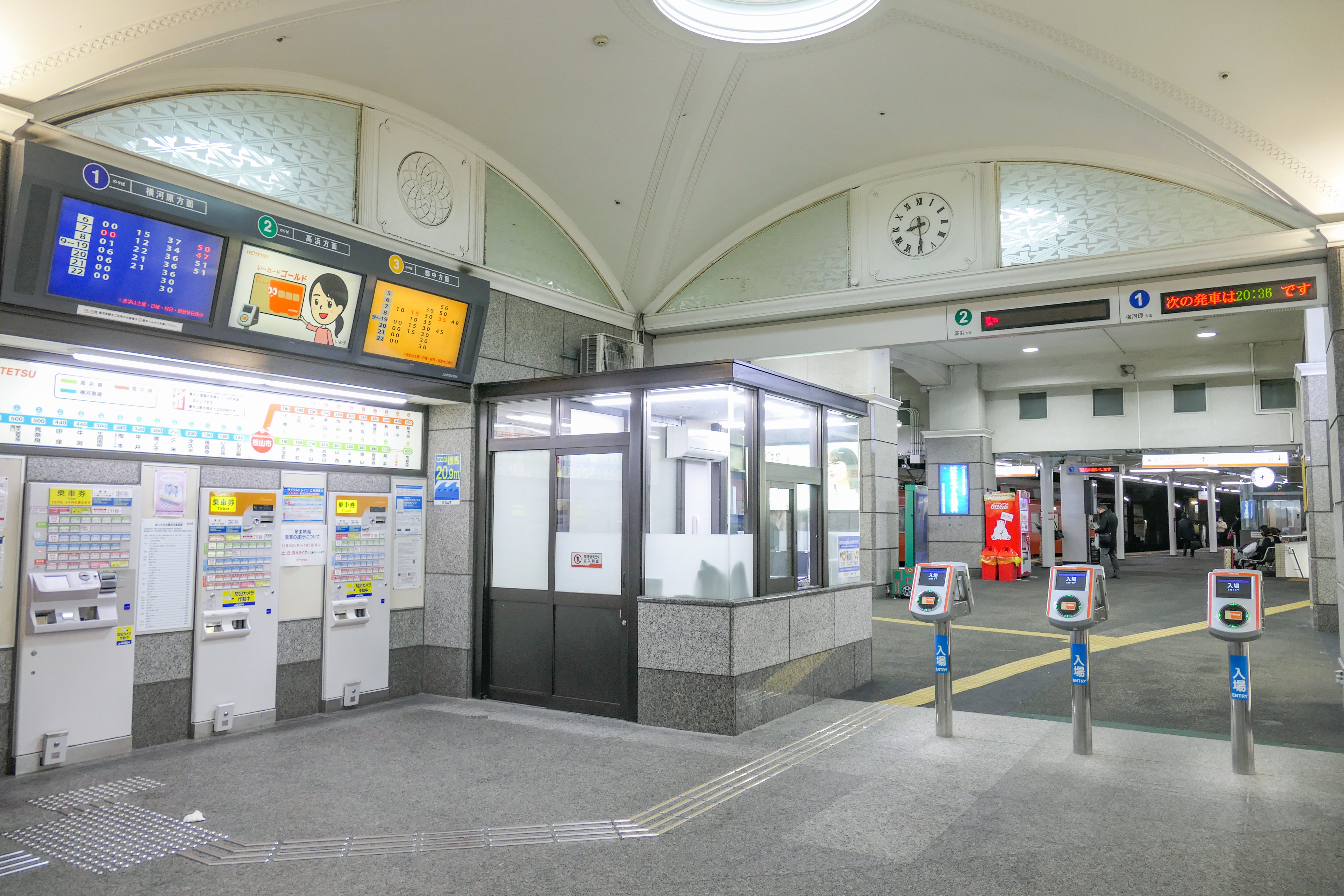
中央改札口
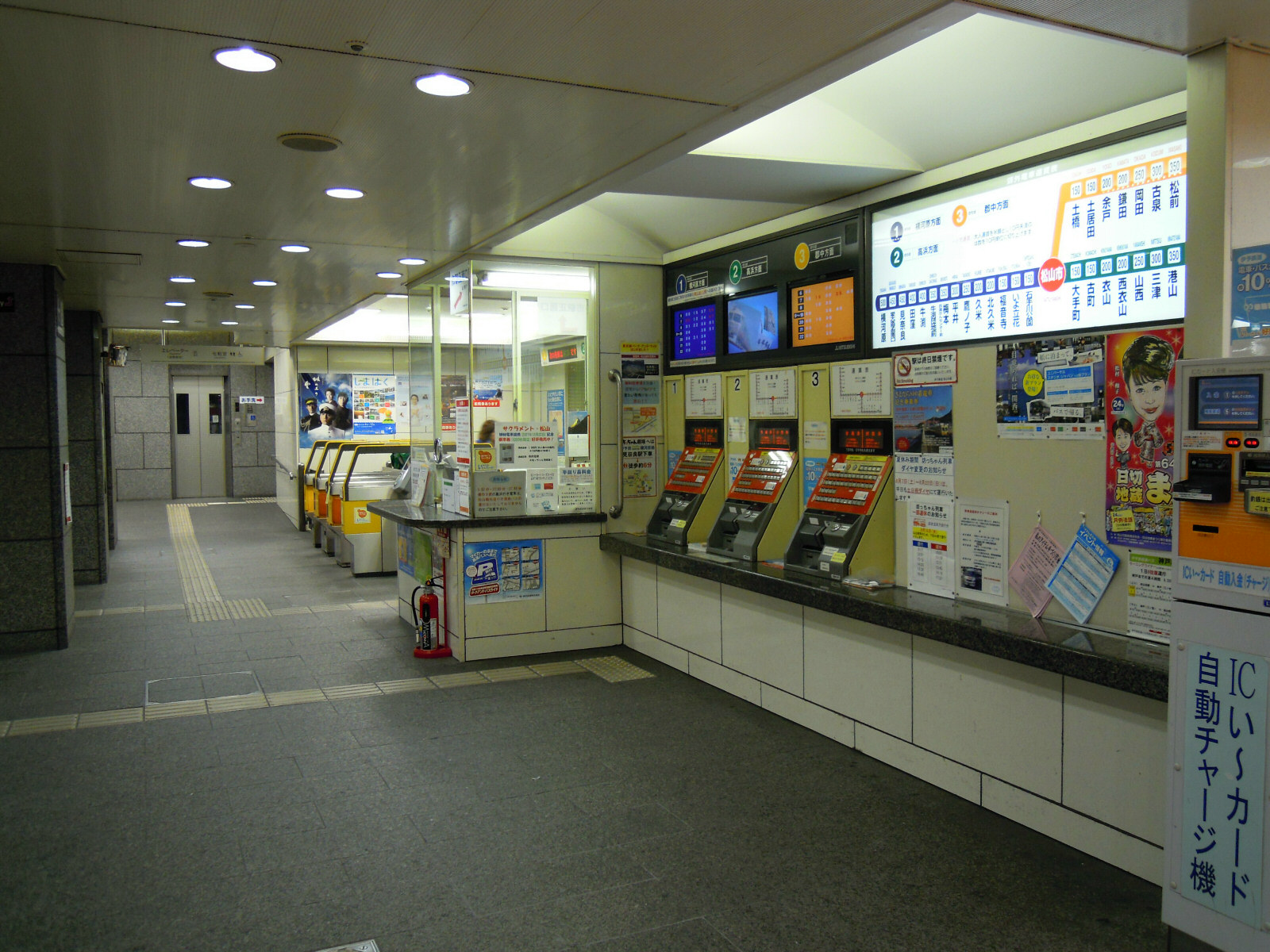
地下改札口
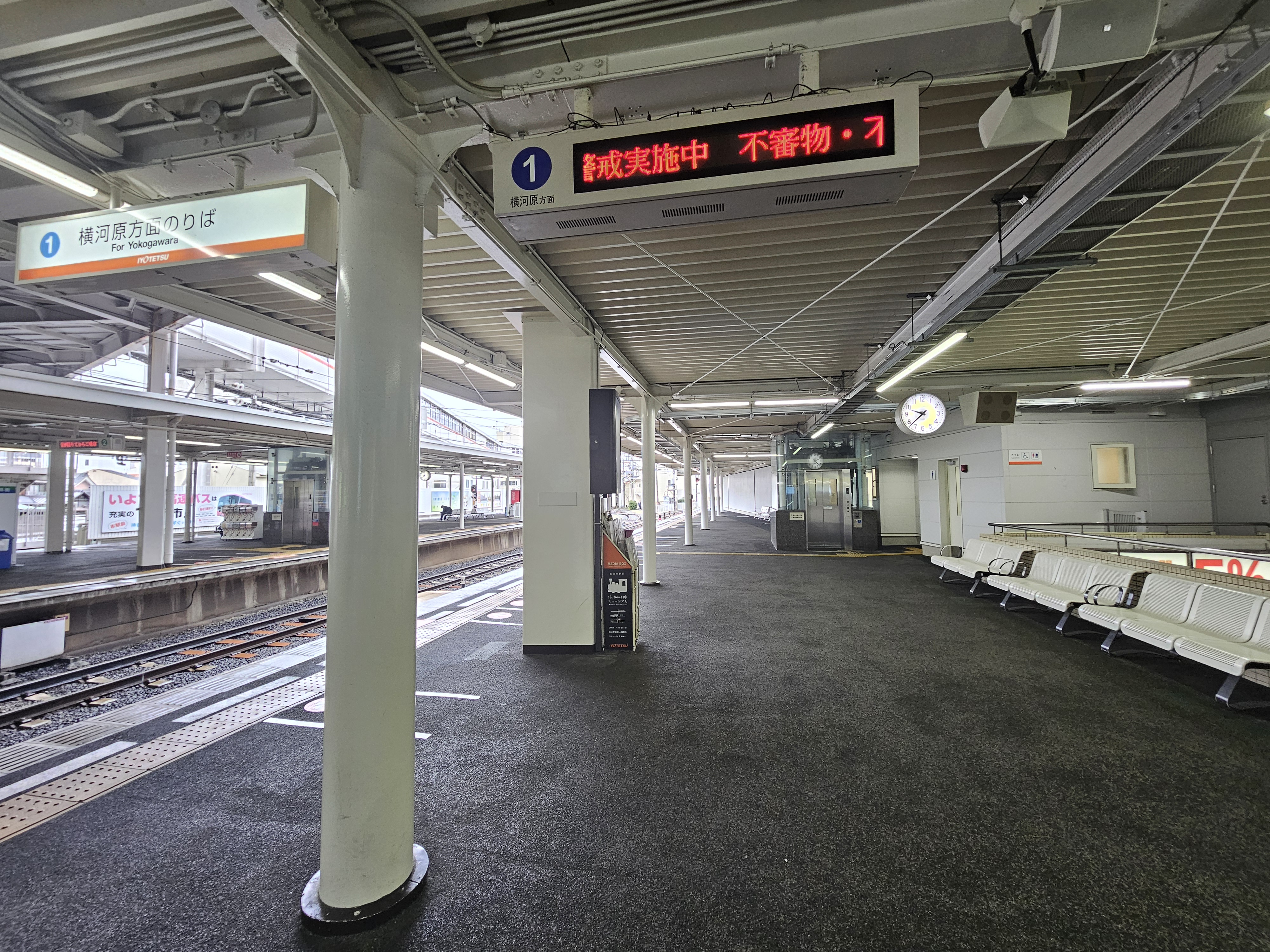
1番のりば（横河原線）
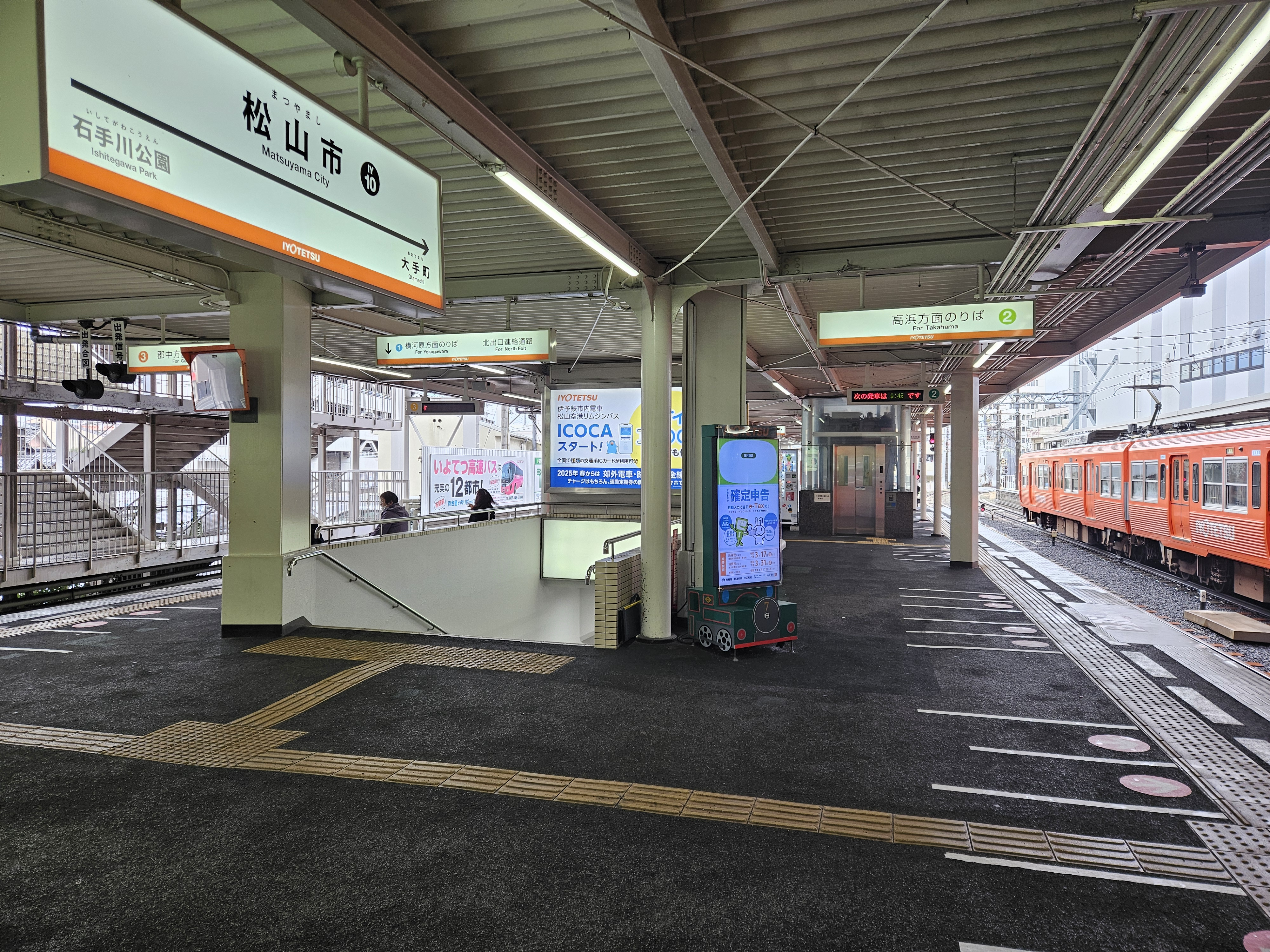
2・3番のりばホーム
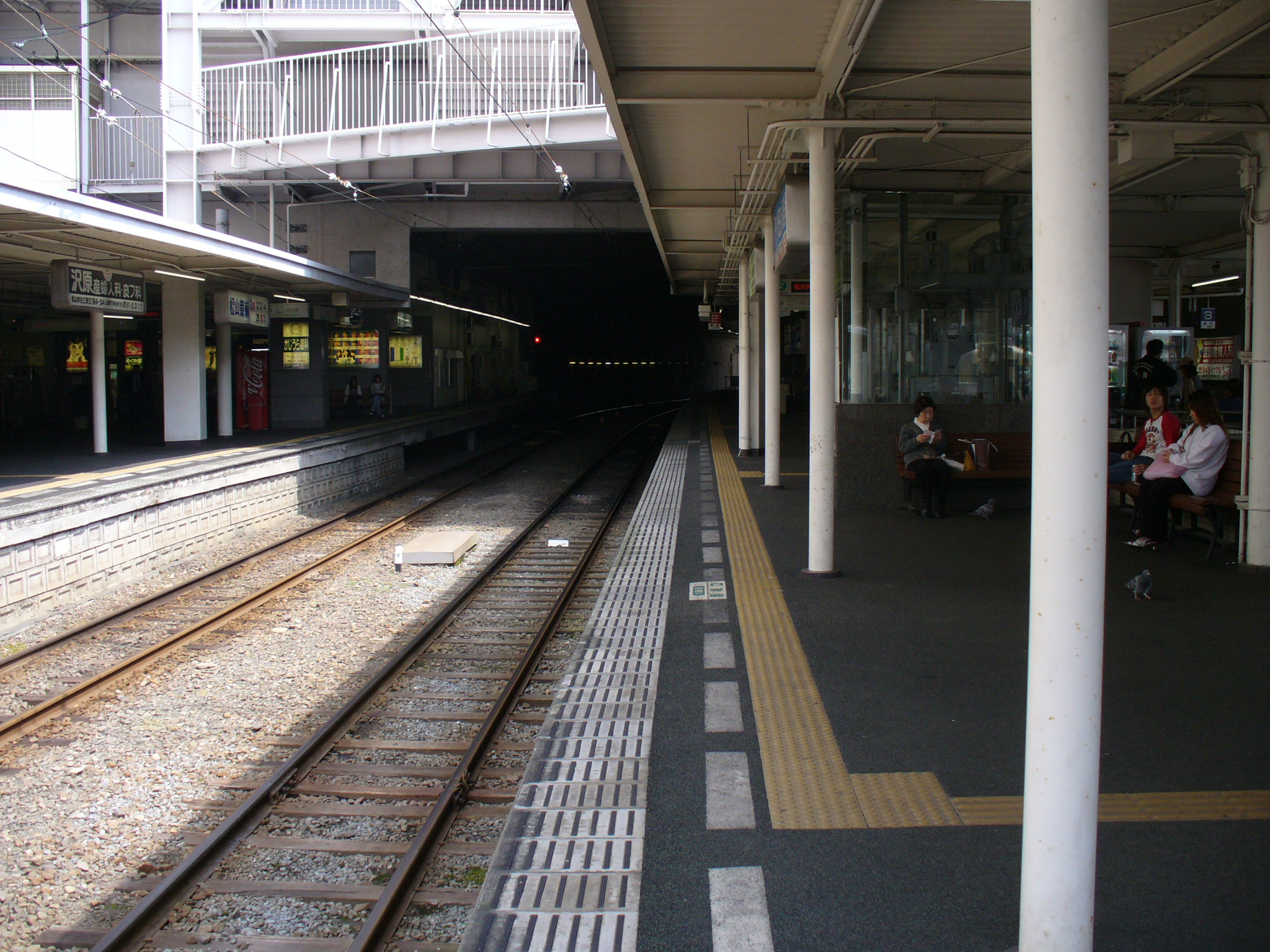
2番のりば（高浜線）
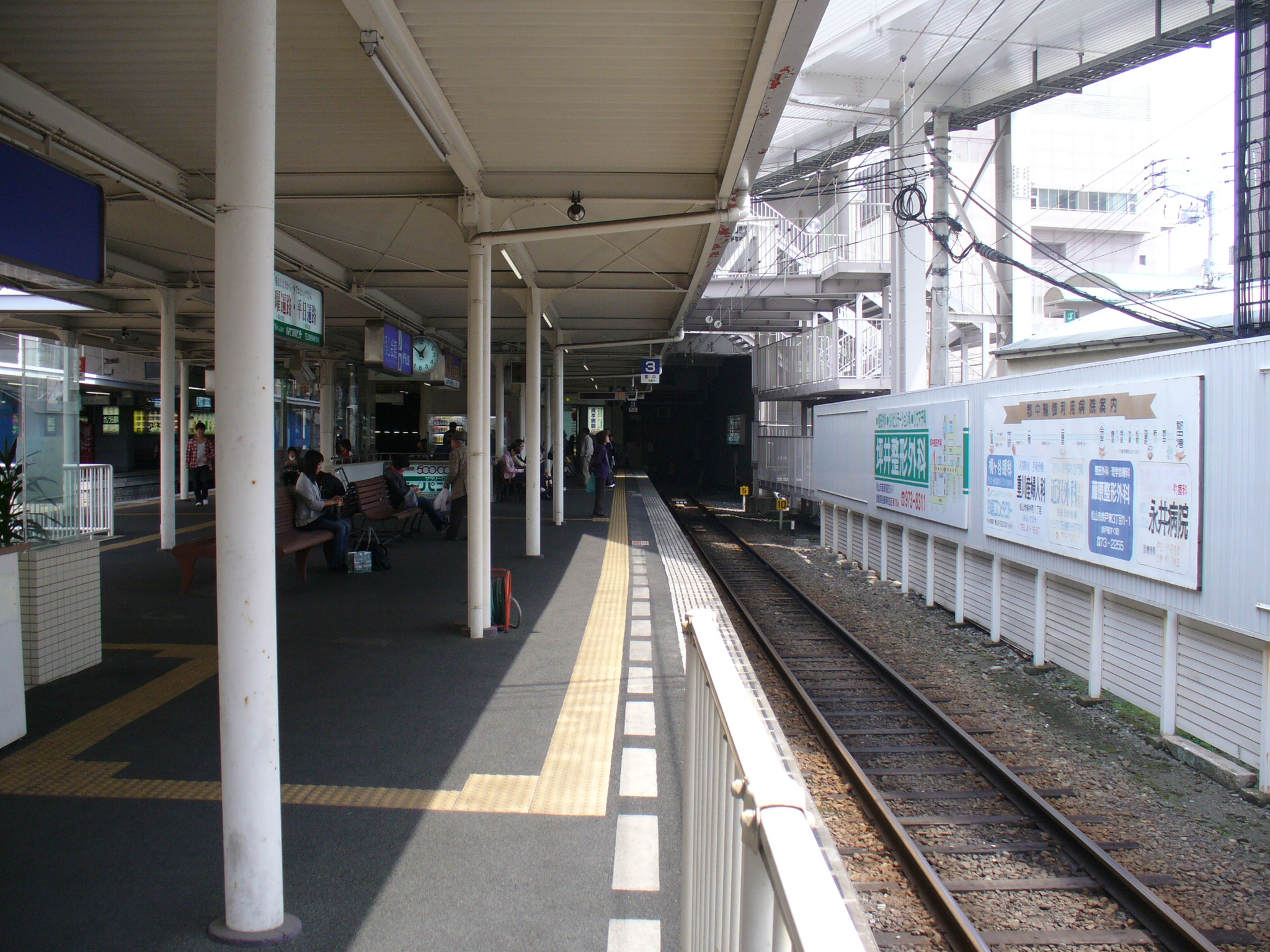
3番のりば（郡中線）
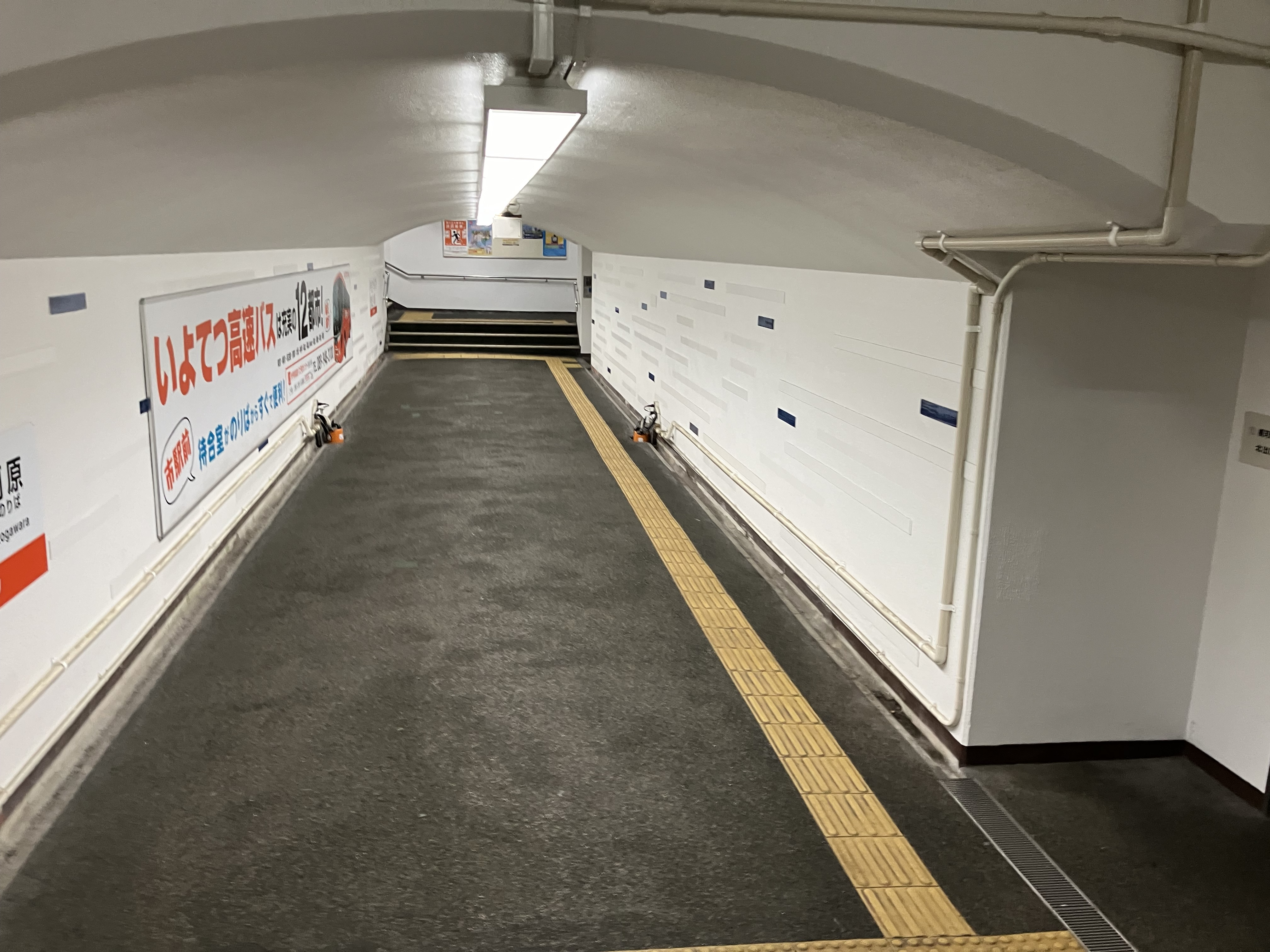
1番線と2番、3番を繋ぐ地下の連絡道（2025年6月）
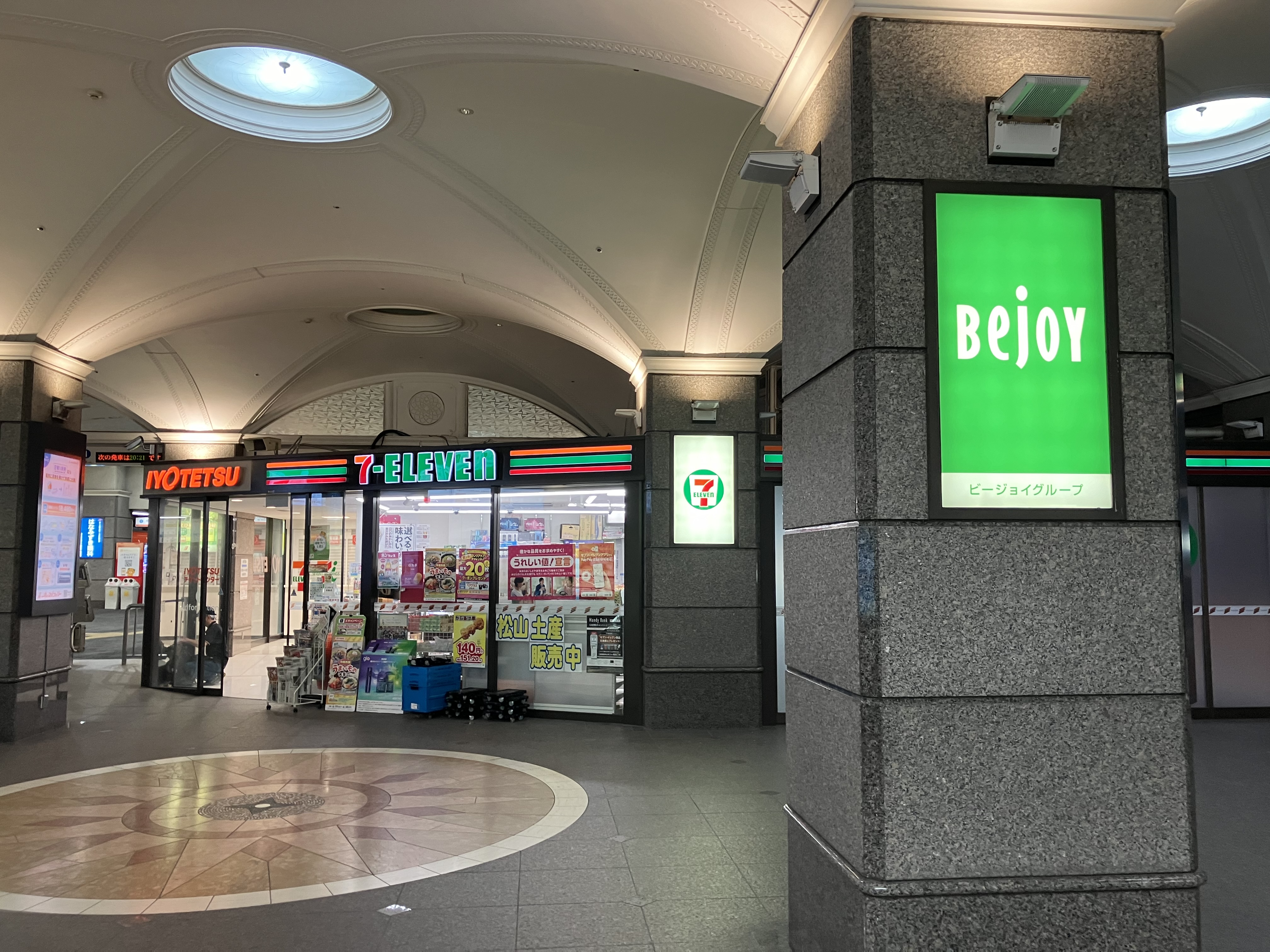
市駅内のセブンイレブン（2025年6月）

### 市内電車のりば

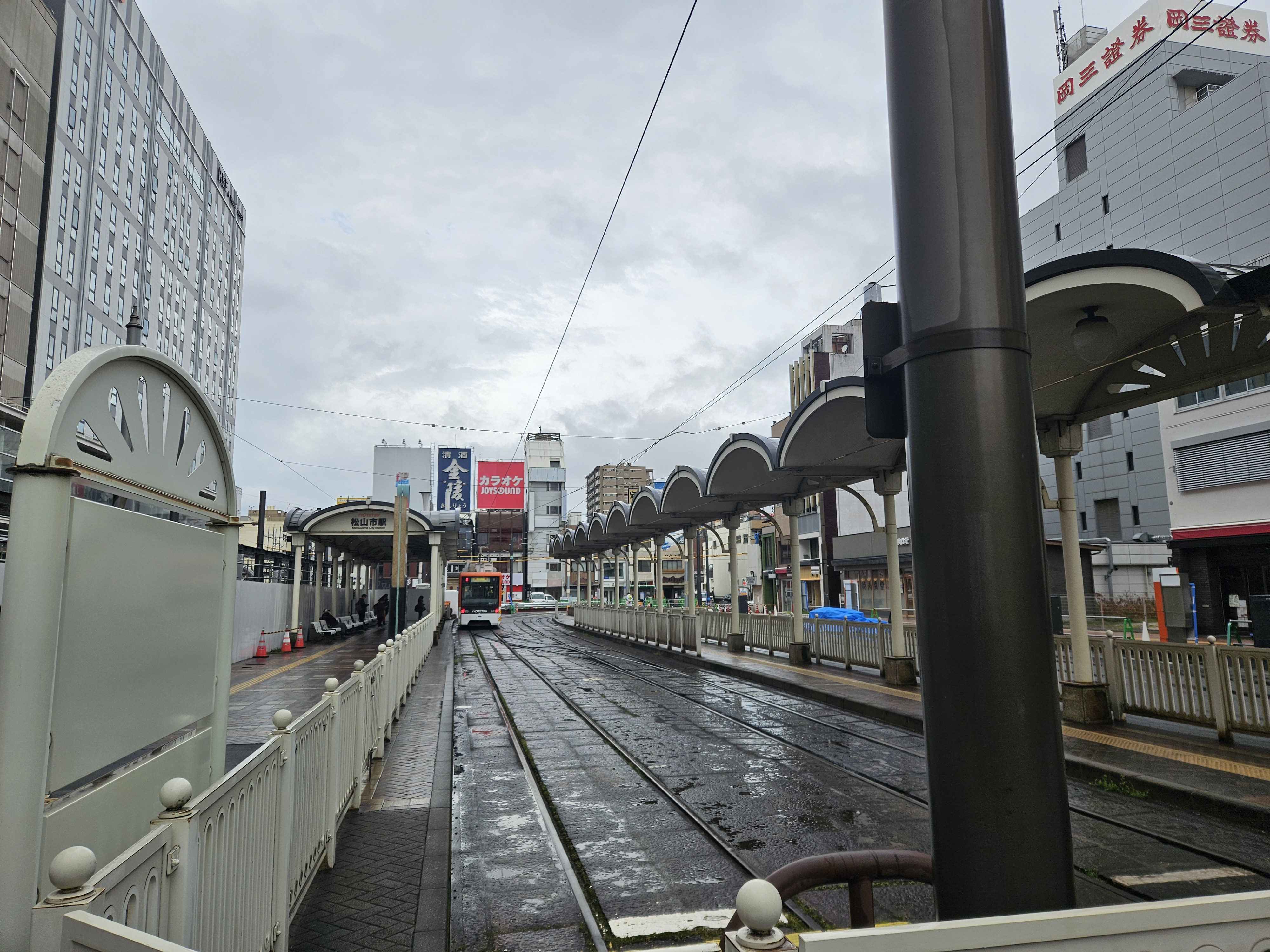
市内電車ホーム（移転前）

相対式2面2線で、東側に片渡り線が設置されている。片渡り線でホームが区切られており、北側ホームの西側は坊っちゃん列車の降り場、東側は市内電車の降り場であり、南側ホームは西側は市内電車の乗り場、東側は留置線および「坊っちゃん列車」の乗り場である。「坊っちゃん列車」の乗り場に柵が設置されており、平常時は市内電車の留置のため閉鎖されている。■1号線（環状線内回り）・■2号線（環状線外回り）・■3号線・■6号線が発着する。
市内電車は北側ホームで降車後、渡り線を使用して南側乗車ホームへ転線する。
坊っちゃん列車は当駅で機回しを行う。降車ホームに到着し乗客の降車後、客車を切り離し機関車のみ東端の電車降車ホームへ移動し、後退して片渡り線へ入り途中で一旦停車する。床下中央にある回転軸付きのジャッキでジャッキアップし、乗務員が手動で機関車ごと進行方向へ180度回転させ再び線路へ下ろす。機関車が前進し乗車ホームへ到着後、降車ホームで切り離された客車は乗務員に手押しで折り返し機関車と連結したのち、編成ごと後退し坊っちゃん列車の乗車ホームで乗車させる。
環状線の電車は松山市駅を越えて乗り通すことはできないため、松山市駅に到着したら降車しなければならない。
なお、松山市駅前市内電車乗り場には俳優井上正夫の胸像があったが、駅前再開発のため、命日に合わせて2025年（令和7年）2月7日に砥部町の衝上断層公園に移設された。
2025年（令和7年）8月23日の夜間より線路切替工事が始まり、翌日8月24日の始発便より新電停が利用開始の予定。今の乗り場より15メートルほど松山市駅に近づき、現在の乗り場と線路を撤去する工事は9月から始まる。跡地には広さおよそ1,500平方メートルの交流広場も完成する予定。全体の完成は2026年秋を見込んでいる。

## 利用状況
松山市駅の2017年度の1日平均乗降客数は、27,416人で、JRを含めた四国内の鉄道駅で最多となっている。近年は概ね増加傾向が続いている。
| 乗降人員推移 | 乗降人員推移 | 乗降人員推移 | 乗降人員推移 |
| 年度         | 1日平均人数  | 郊外電車     | 市内電車     |
| ------------ | ------------ | ------------ | ------------ |
| 2011年       | 25,354       | 17,758       | 7,596        |
| 2012年       | 25,756       | 18,114       | 7,642        |
| 2013年       | 26,511       | 18,583       | 7,928        |
| 2014年       | 26,437       | 18,461       | 7,976        |
| 2015年       | 27,175       | 19,062       | 8,113        |
| 2017年       | 27,416       | 19,327       | 8,089        |

## 駅周辺
北口
- いよてつ髙島屋本館：四国最大の百貨店
  - 大観覧車くるりん
  - ローズホール（多目的ホール）
  - まつやまマドンナ郵便局
- 松山市駅前地下街（まつちかタウン）：四国唯一の地下街、いよてつ髙島屋のデパ地下と直結。
- レフ松山市駅 by ベッセルホテルズ
- 松山銀天街
- 花園町通り
- 伊予鉄グループ本社ビル
- 坊っちゃん列車ミュージアム
- 伊予鉄ターミナルビル地下駐輪場
- まつやま坊っちゃん郵便局
- 伊予銀行湊町支店
- 人間環境大学松山キャンパス
- 済美高等学校
- 愛媛県道191号松山市停車場線
- 国道56号
- カトリック松山教会

南口
- いよてつ高島屋南館
- 伊予鉄市駅西駐車場
- 伊予鉄タクシー専用タクシープール
- 伊予鉄ターミナルビル南駐輪場
- 松山東警察署市駅前交番
- 愛媛県立松山南高等学校
- 愛媛県立松山工業高等学校
- 聖カタリナ学園高等学校
- 聖カタリナ大学松山市駅キャンパス
- 愛媛県立中央病院
- 子規堂
- 蓮福寺
- 興聖寺（赤穂浪士ゆかりの寺院）
- 法龍寺（久松家四ヶ寺）
- 富士教材：老舗模型教材店
- 四国電力原子力本部原子力保安研修所

## バス路線[18]
駅前東側ロータリーにバスのりばが設置されている。

なお貸切バスは西側ロータリーの一般車乗降場を使用する。
| のりば | 行先・方面・バス名                                           | 種別           | 運行事業者                                       |
| ------ | ------------------------------------------------------------ | -------------- | ------------------------------------------------ |
| A1     | [13]上林皿ヶ嶺登山口                                         |                | 伊予鉄バス                                       |
| A1     | [15]千舟町経由とべ動物園・えひめこどもの城                   |                | 伊予鉄バス                                       |
| A1     | [18]大街道経由森松・砥部大岩橋・断層口・砥部焼伝統産業会館前 |                | 伊予鉄バス                                       |
| A2     | [50]余戸経由今出                                             |                | 伊予鉄バス                                       |
| A2     | [66]ほりえうみてらす海の駅・北条                             |                | 伊予鉄バス                                       |
| A2     | [62]勝岡東・運転免許センター                                 |                | 伊予鉄バス                                       |
| A2     | [特急]今治・大三島                                           |                | 瀬戸内運輸                                       |
| A3     | [32]市坪・はなみずき線（はなみずきまわり）                   |                | 伊予鉄バス                                       |
| A3     | [70]山田経由伊台                                             |                | 伊予鉄バス                                       |
| A3     | [71]末経由伊台                                               |                | 伊予鉄バス                                       |
| A3     | [76]愛大病院前経由川内さくらの湯・川内グリーンタウン         |                | 伊予鉄バス                                       |
| A3     | [77]川内さくらの湯                                           |                | 伊予鉄バス                                       |
| A3     | [南]都心循環東南線                                           |                | 伊予鉄バス                                       |
| A3     | [急行][特急]道後                                             |                | 宇和島自動車                                     |
| A4     | ⑧大手町経由JR松山駅前                                        |                | 伊予鉄バス                                       |
| A4     | ⑩松山コミュニティセンター前経由JR松山駅前・津田団地          |                | 伊予鉄バス                                       |
| A4     | [31]北伊予駅前                                               |                | 伊予鉄バス                                       |
| A4     | [33]市坪・はなみずき線（市坪まわり）                         |                | 伊予鉄バス                                       |
| A4     | [51]坊っちゃんスタジアム                                     |                | 伊予鉄バス                                       |
| B2     | [52][53]松山空港                                             |                | 伊予鉄バス                                       |
| B2     | [56]三津港・金比羅前                                         |                | 伊予鉄バス                                       |
| B2     | [特急]八幡浜・三崎                                           |                | 伊予鉄バス                                       |
| B2     | 松山空港リムジンバス                                         |                | 伊予鉄バス                                       |
| B2     | [急行][特急]宇和島                                           |                | 宇和島自動車                                     |
| B2     | [急行][特急]城辺                                             |                | 宇和島自動車                                     |
| B3     | マドンナエクスプレス（岡山）                                 | 昼行便         | 伊予鉄バス・JR四国バス・両備バス・下津井電鉄     |
| B3     | キララエクスプレス（新尾道・福山）                           | 昼行便         | 伊予鉄バス・中国バス・しまなみバス・本四バス開発 |
| B3     | 坊っちゃんエクスプレス号（高松）                             | 昼行便         | 伊予鉄バス・JR四国バス・四国高速バス             |
| B3     | なんごくエクスプレス（高知）                                 | 昼行便         | JR四国バス                                       |
| B3     | ホエールエクスプレス（高知）                                 | 昼行便         | 伊予鉄バス・とさでん交通                         |
| B3     | 吉野川エクスプレス（徳島）                                   | 昼行便         | 伊予鉄バス・JR四国バス・徳島バス                 |
| B3     | 東予港連絡バス（四国オレンジフェリー大阪～東予便に接続）     |                | 伊予鉄南予バス                                   |
| B4     | 道後エクスプレスふくおか号（福岡）                           | 夜行便         | 伊予鉄バス・伊予鉄南予バス・瀬戸内運輸           |
| B4     | オレンジライナーえひめ号（東京・横浜）                       | 夜行便         | 伊予鉄バス・西東京バス                           |
| B4     | 瀬戸内エクスプレス名古屋号（名古屋）                         | 夜行便         | 伊予鉄バス・JR四国バス・JR東海バス・名鉄バス     |
| B4     | 松山エクスプレス号（神戸・大阪・京都）                       | 昼行便・夜行便 | JR四国バス・西日本JRバス                         |
| B4     | ハーバーライナー（神戸）                                     | 昼行便         | 伊予鉄バス・神姫バス                             |
| B4     | オレンジライナーえひめ（大阪・京都）                         | 昼行便・夜行便 | 伊予鉄バス・阪急観光バス                         |
| C1     | ⑧東野経由道後温泉駅前                                        |                | 伊予鉄バス                                       |
| C1     | ⑩短大前経由久米駅前                                          |                | 伊予鉄バス                                       |
| C2     | [52]一番町経由道後温泉駅前・湯の山ニュータウン・湧ヶ淵       |                | 伊予鉄バス                                       |
| C2     | [特急]新居浜駅前                                             |                | 伊予鉄バス・瀬戸内運輸                           |
| 降車場 |                                                              |                |                                                  |

## 隣の駅
伊予鉄道
■高浜線
大手町駅 (IY09) - 松山市駅 (IY10)
■横河原線
松山市駅 (IY10) - 石手川公園駅 (IY11)
■郡中線
松山市駅 (IY10) - 土橋駅 (IY25)
花園線（■1号線・■2号線・■3号線・■6号線）
松山市駅停留場 (01) - 南堀端停留場 (02)